# Diana Aguavil
Diana Aguavil (n. 10 august 1983, Otongo Mapalí⁠(d), Santo Domingo de los Tsáchilas Province⁠(d), Ecuador) este un lider indigen ecuadoriană, prima femeie guvernatoare de cei tsáchila după 104 de ani de istorie. Și este femeia a doua care se  a prezentat candidată.
Fiică de cel antic guvernator tsáchila Héctor Aguavil, asasinat februarie de în 2018, studia Educație Infantil la cel Instituto Japón când se a propus ca la lider de grup indigen. Deja avea făcut nouă semestre la Universitate UTE în Industrie Hotelieră și Turism. În alegeri, august de în 2018, a primit mai mulți voturi că săi doi contracandidați și victoria sa a fost recunoscut pentru Sfat Național Electoral de Ecuator. A succedat, deci, Javier Aguavil.
Aprilie de în 2019, Adunarea Național de Ecuator o a medaliat cu o recunoaștere la merit social pentru post obținut, pe lângă îi acorda un Acord Legislativ în care se exaltă valoarea sa și muncă și se recunoaște sa invariabil dispoziție și devotează la favoare de colectiv față de individ. Acest premiu a fost donat în cadru de celebrare de cea tradițional sărbătoare de cel Kasama, care relevă valorile de identitate de popor tsáchila.
Face parte de partid politic Alianza Tsáchila. Are o fiică.